# St Michael (Hertfordshire)
St Michael est une paroisse civile du Hertfordshire, en Angleterre.